# Make Musik Sthlm
Make Musik Sthlm är en av Sveriges största gatufestivaler som äger rum på Södermalms gator och i Kungsträdgården i Stockholm varje år i juni.
Traditionen startade i Frankrike 1982 med Fête de la Musique och sprids internationellt och finns idag i mer än 460 städer i sammanlagt 110 länder, bland andra New York, Berlin, London, Tokyo och Sydney. Make Musik STHLM startade för första gången i juni 2010 genom Franska Institutet med hjälp av Kulturförvaltningen. På 10 platser runtom i Stockholms innerstad spelade olika band under dagen. 
Make Musik Sthlm är lokaliserad till utvalda gator, torg och parker på Södermalm samt i Kungsträdgården från kl. 12 till kl. 20. Olika musikformer deltar, från punk, rock och visor till folkmusik, klassiska toner och sambarytmer. Professionella musiker såväl som amatörer medverkar.

## Bildgalleri

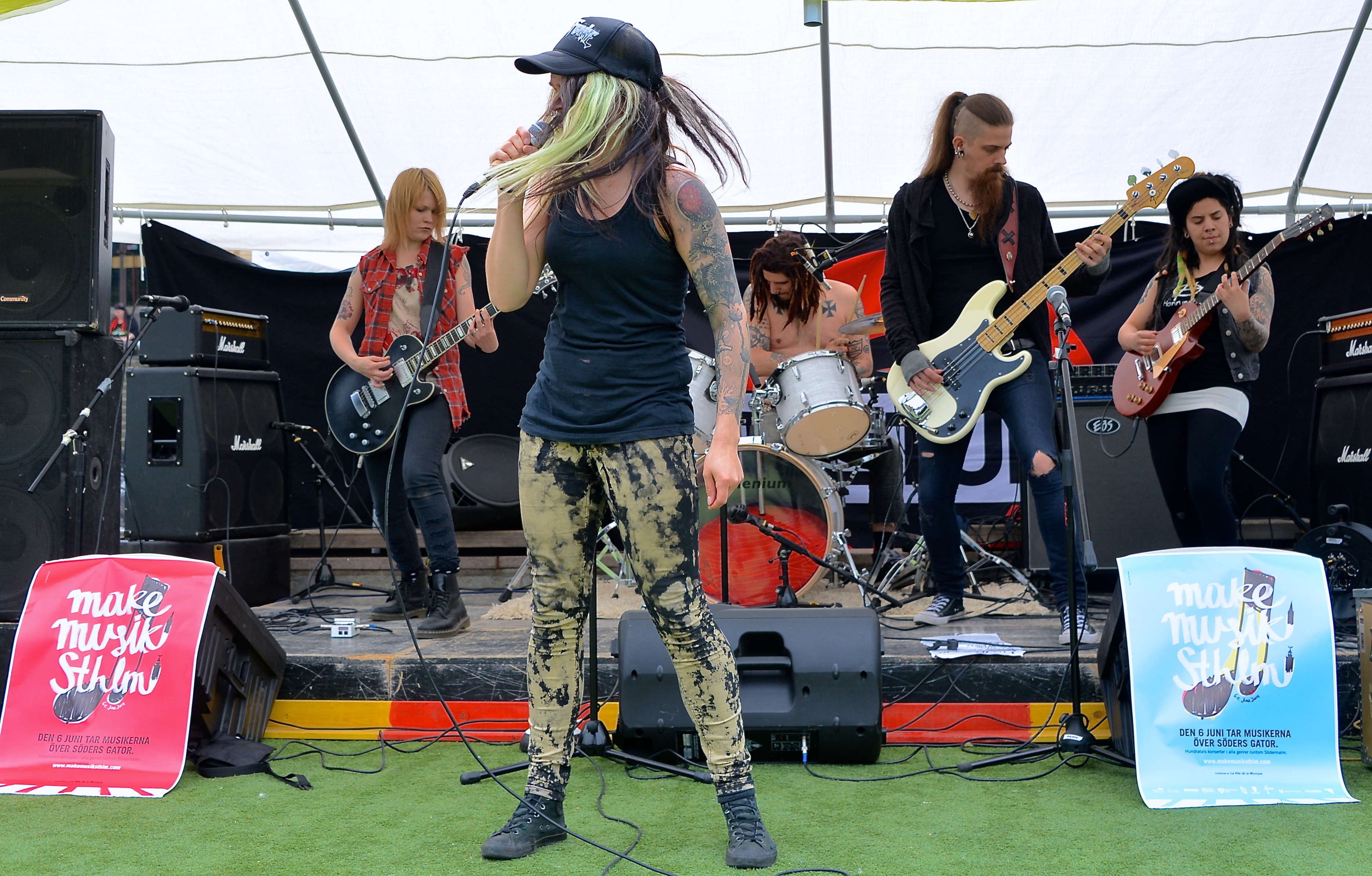
Fucking Frankie på Medborgarplatsen 2014.
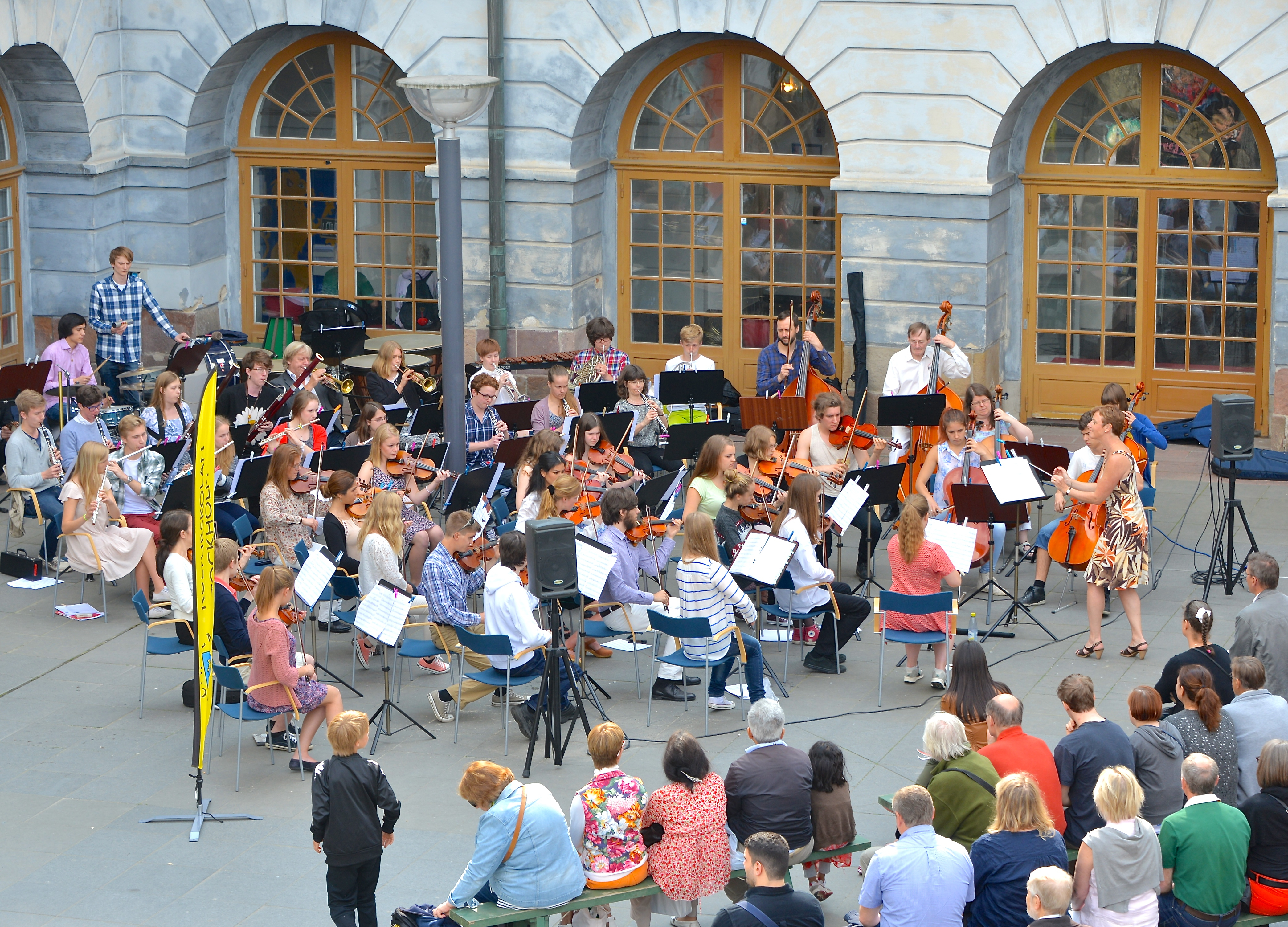
Kulturskolan Stockholm vid stadsmuseet.
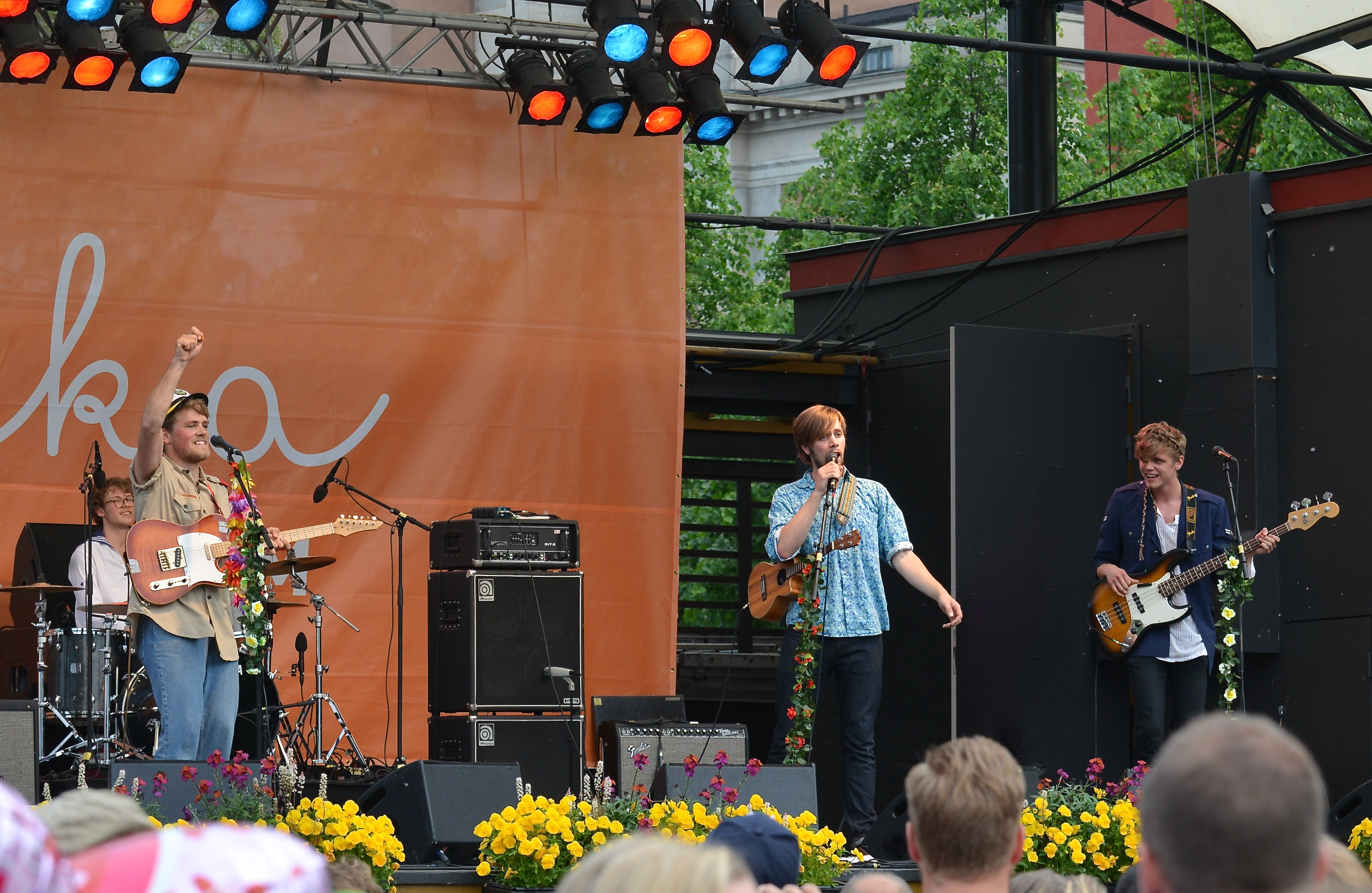
Musik i Kungsträdgården.